# جیم مارتین
جیم مارتین (انگلیسی: Jim Martin؛ زادهٔ ۲۱ ژوئیهٔ ۱۹۶۱) موسیقی‌دان اهل ایالات متحده آمریکا است.
از فیلم‌ها یا برنامه‌های تلویزیونی که وی در آن نقش داشته است می‌توان به سفر وحشیانه بیل و تد اشاره کرد.